# Halysidota ruscheweyhi
Halysidota ruscheweyhi är en fjärilsart som beskrevs av Dyar 1912. Halysidota ruscheweyhi ingår i släktet Halysidota och familjen björnspinnare. Inga underarter finns listade i Catalogue of Life.